# Апостольский нунций в Уганде
Апостольский нунций в Республике Уганда — дипломатический представитель Святого Престола в Уганде. Данный дипломатический пост занимает церковно-дипломатический представитель Ватикана в ранге посла. Апостольская нунциатура в Алжире была учреждена на постоянной основе 2 сентября 1966 года.
В настоящее время Апостольским нунцием в Уганде является архиепископ, назначенный Папой Львом XIV.

## История
Апостольская нунциатура в Уганде была учреждена 2 сентября 1966 года, бреве Inter Sanctam Sedem папы римского Павла VI. До этой даты, Римско-католическая церковь в Уганде зависела от Апостольской делегатуры Кении, базирующейся в Момбасе, а затем в Найроби. Первый папский представитель в Уганде с момента установления дипломатических отношений был назначен 6 августа 1967 года. До 1999 года представитель Папы носил название «Апостольский пронунций», позднее он принял название «Апостольский нунций». Резиденцией апостольского нунция в Уганде является Кампала — столица Уганды.

## Апостольские нунции в Уганде

### Апостольские пронунции
- Амелио Поджи, титулярный архиепископ Керкенны — (27 мая 1967 — 27 ноября 1969 — назначен апостольским делегатом в Нигерии);
- Луиджи Белотти, титулярный архиепископ Вонкарианы — (27 ноября 1969 — 2 сентября 1975 — назначен апостольским нунцием в Уругвае);
- Анри Леметр, титулярный архиепископ Тонгерена — (19 декабря 1975 — 16 ноября 1982, в отставке);
- Карл Йозеф Раубер, титулярный архиепископ Джубальцианы — (18 декабря 1982 — 22 января 1990 — назначен президентом Папской Церковной Академии).
- Луис Роблес Диас, титулярный архиепископ Стефаньяко — (13 марта 1990 — 6 марта 1999 — назначен апостольским нунцием на Кубе).

### Апостольские нунции
- Кристоф Пьер, титулярный архиепископ Гунелы — (10 мая 1999 — 22 марта 2007 — назначен апостольским нунцием в Мексике);
- Павел Чанг Ин-нам, титулярный архиепископ Аманции — (27 августа 2007 — 4 августа 2012 — назначен апостольским нунцием в Таиланде и Камбодже и апостольским делегатом в Лаосе и Мьянме);
- Майкл Огаст Блум, S.V.D., титулярный архиепископ Алексанума — (2 февраля 2013 — 4 июля 2018 — назначен апостольским нунцием в Венгрии);
- Луиджи Бьянко, титулярный архиепископ Фалероне — (4 февраля 2019 — 20 мая 2025 — назначен апостольским нунцием в Словении и апостольским делегатом в Косово.